# Nannocampus weberi
Nannocampus weberi är en fiskart som beskrevs av Paul Georg Egmont Duncker 1915. Nannocampus weberi ingår i släktet Nannocampus och familjen kantnålsfiskar. Inga underarter finns listade i Catalogue of Life.